# Triumfpaladset
Triumfpaladset (russisk: Триу́мф-Пала́с) er navnet på et højhus i Moskva. Det er med sine 264 m den højeste beboelsesbygning i Europa og var indtil åbningen af Naberezhnaja Tower block C (også i Moskva), den højeste bygning i Eoropa. 
Triumfpaladset har 57 etager og indeholder ca. 1000 luksuslejligheder. Byggeriet blev påbegyndt i 2001 og den endelige højde blev nået 20. december 2003. Huset blev færdigt i 2005.
Huset kaldes indimellem også det 8. tårn, da det er bygget i samme stil som de Syv søstre; de syv skyskrabere Josef Stalin beordrede opført i Moskva i slutningen af 1940'erne
Triumfpaladset adresse er Tjapaevskij Pereulok 3.